# (32961) 1996 PS
1996 PS (asteroide 32961) é um asteroide da cintura principal. Possui uma excentricidade de 0.09208220 e uma inclinação de 5.84561º.
Este asteroide foi descoberto no dia 9 de agosto de 1996 por NEAT em Haleakala.